# Obersaxen
Obersaxen (toponimo tedesco; in romancio Sursaissa ) è una frazione di 829 abitanti del comune svizzero di Obersaxen Mundaun, nella regione Surselva (Canton Grigioni), del quale è capoluogo.

## Geografia fisica
Il paese si trova nella valle del Reno Anteriore, sull'altopiano di Obersaxen.

## Storia

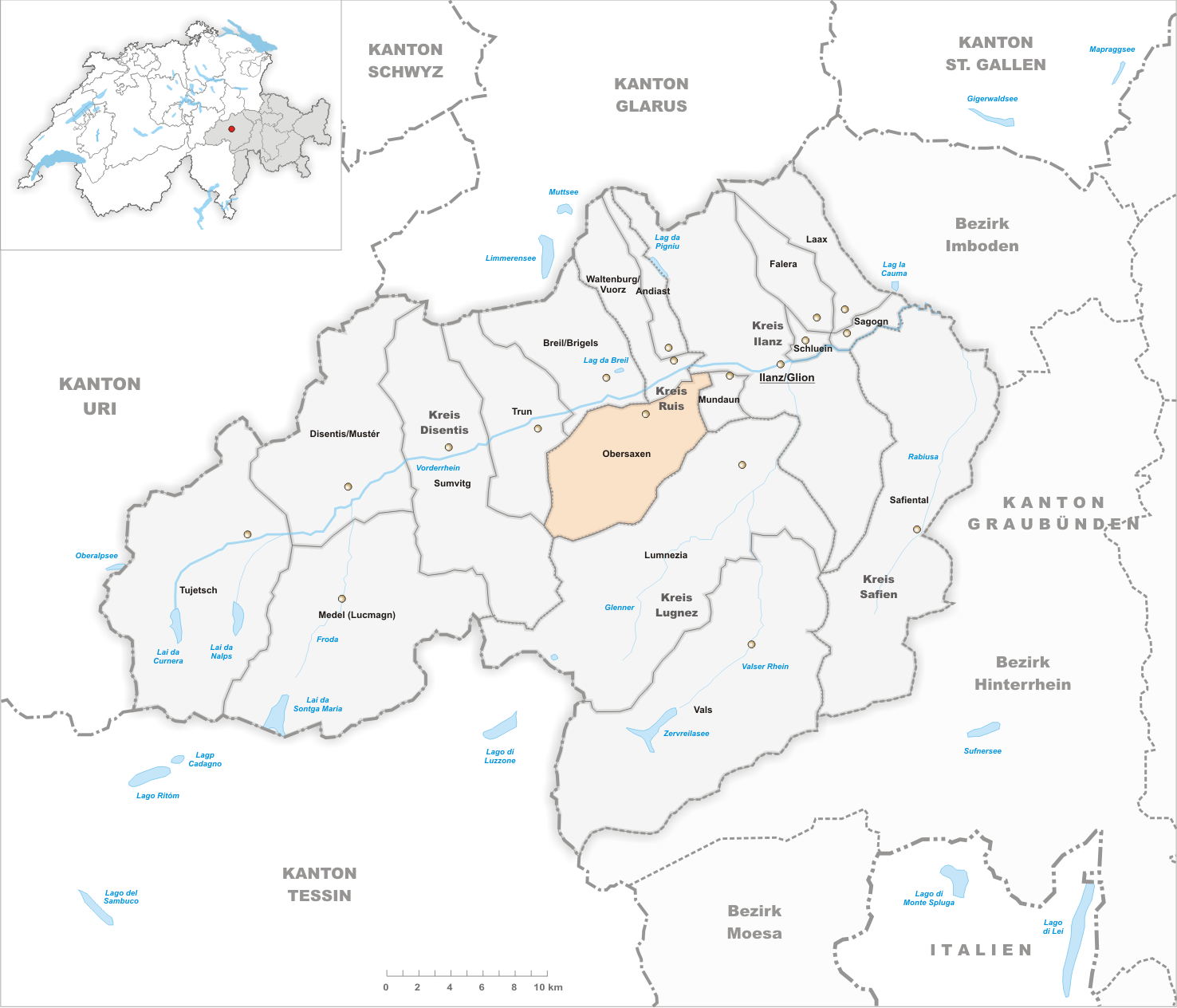
Il territorio del comune di Obersaxen prima degli accorpamenti comunali del 2016

Già comune autonomo che si estendeva per 61,77 km² e che comprendeva 28 insediamenti riuniti in 5 pirten (tra le quali Meierhof, nucleo principale), nel 2003 aveva inglobato la frazione di Cathomen, fino ad allora frazione di Brigels. Nel 2016 è stato aggregato all'altro comune soppresso di Mundaun per formare il nuovo comune di Obersaxen Mundaun, del quale Obersaxen è il capoluogo.

## Monumenti e luoghi d'interesse
- Chiesa dei Santi Pietro e Paolo (già di San Pietro) in località Meierhof, attestata dall'840[1];
- Chiesa di San Martino, ricostruita nel 1500[1].

## Società

### Evoluzione demografica
L'evoluzione demografica è riportata nella seguente tabella:
Abitanti censiti

### Lingue e dialetti
Già paese di lingua romancia, è stato germanizzato da coloni walser a partire dal XII secolo; nel 2000 il 94% della popolazione parlava tedesco, il 5% romancio.

## Economia
L'economia locale trae impulso dal turismo invernale (stazione sciistica sviluppatasi a partire dal 1952).

## Sport
Obersaxen ha ospitato tra l'altro i Campionati svizzeri di sci alpino 1998.